# A1 (Luxemburg)
L'A1 o autopista A1 coneguda també com l'Autopista de Trèveris (en francès: Autoroute de Trèves) és una autopista a Luxemburg. Té 36,203 quilòmetres (22,496 milles) de longitud i connecta la ciutat de Luxemburg, al sud, amb Wasserbillig, a l'est. A Wasserbillig, arriba a la frontera amb Alemanya, on es troba amb l'A64, que condueix a Trèveris.

## Descripció
Originàriament va ser una connexió des de la Ciutat de Luxemburg a l'aeroport internacional de Luxemburg i, a Senningerberg, el 1969. L'A1 es va ampliar en tres etapes del 1988 al 1992 per connectar-se amb la frontera alemanya. De 1994 a 1996, es van obrir altres dues seccions, sense passar pel sud-est de la ciutat de Luxemburg i la connexió de l'A1 en la Cruïlla de Gasperich, on es troba amb l'A3 (cap a Dudelange) i l'A6 (cap a Arlon, a Bèlgica).
En resum, l'A1 va ser inaugurada en sis seccions separades:
- 1969: Kirchberg - Senningerberg
- 6 de setembre de 1988: Potaschbierg - Wasserbillig
- 11 de juliol de 1990: Munsbach - Potaschbierg
- 26 de juny de 1992: Senningerberg - Munsbach
- 20 de maig de 1994: Cruïlla de Gasperich - Irrgarten
- 23 de setembre de 1996: Irrgarten - Kirchberg.[1]

## Ruta
| Cruïlles i estructures |                                       |   |
|                        | Cruïlle de Gasperich                  | / |
|                        | Túnel Howald                          |   |
|                        | Pont Victor Bodson                    |   |
| (J7)                   | Hamm / Sandweiler                     |   |
|                        | Túnel de Cents                        |   |
|                        | Viaducte Neudorf                      |   |
| / (J8)                 | Kirchberg / Cruïlle Grunewald         |   |
| (J9)                   | Senningerberg / Aeroport de Luxemburg |   |
| (J10)                  | Centre de carga                       |   |
| (J11)                  | Munsbach                              |   |
| (J12)                  | Flaxweiler                            |   |
| (J13)                  | Potaschbierg                          |   |
| (J14)                  | Mertert                               |   |
|                        | Viaducte sobre el Sauer               |   |
| (J15)                  | Wasserbillig                          |   |
| /                      | Wasserbillig serveis                  |   |
| Alemanya               | Frontera amb Alemanya                 |   |